# モーリー・オロデンカー
モーリー・H・オロデンカー（Maurie H. Orodenker, 1908年12月21日 - 1993年10月8日）は、アメリカ合衆国のジャーナリスト、音楽評論家、広告代理店役員。1940年代には『ビルボード』誌のレコード評を担当し、やがて「リズム・アンド・ブルース」と称されるようになる、当時のビートが効いたブルースやスウィングのことを「ロックンロール」という言葉で表現した最初期のひとりとなった。

## 経歴
フィラデルフィアに拠点を置いていたオロデンカーは、1930年代後半から『ビルボード』誌で働き始めたが、この時期には、ジョー・シーダ (Joe Csida) とともに、それまでの楽譜売上に代えて、ジュークボックスの演奏回数を楽曲の人気を測る尺度として用いることを提唱した。1942年、常設のレコード評のコラムで、オロデンカーはシスター・ロゼッタ・サープ (Sister Rosetta Tharpe) の「Rock Me」のボーカルを「rock-and-roll spiritual singing」と表現し、このフレーズを音楽のスタイルを表現する言葉として用いた最も初期の記録された事例のひとつとなり、その後、何年もオロデンカーはこの言葉を使い続けたが、これはアラン・フリードたちがこの言葉を広めるよりも数年前のことであった。例えば1945年には、アースキン・ホーキンス (Erskine Hawkins) のバージョンの「Caldonia」について「right rhythmic rock and roll music（まさにリズミックなロックンロール・ミュージック）」と記し、全く同じフレーズを1946年のジョー・リギンスの「Sugar Lump」についても繰り返した。
1952年、オロデンカーは自身の広告代理店を設立したが、以降も『ビルボード』誌への寄稿は1980年代まで続けた。後年のオロデンカーはハッガーダーという、ユダヤ教のセーデルの晩餐の際に読まれる、過越（パサハ）の物語を記した本の、収集家として知られたが、そのコレクションの大部分はヨーロッパを旅行して、古書店やシナゴーグを回って集めたものであった。
オロデンカーという姓は、ウクライナの都市ホロデンカに由来するものである。オロデンカーは、フィラデルフィアのトマス・ジェファーソン大学病院 (Thomas Jefferson University Hospital) において84歳で死去し、後には娘と息子が遺された。